# 叶榭软糕
叶榭软糕是中華人民共和國上海市松江區叶榭镇的一個糕點，始於明朝万历年間，创始人為施隆茂。2011年被评选为上海市非物质文化遗产。